# Nollywood Babylon
Nollywood Babylon è un film documentario del 2008 diretto da Ben Addelman e Samir Mallal. Parla dell'esplosiva popolarità dei film di Nollywood, l'industria cinematografica nigeriana.
Il documentario è stato proiettato in concorso all'edizione del 2009 del Sundance Film Festival.

## Trama
Il film parla di Nollywood e della popolarità che è riuscita a raggiunto negli anni. Sono presenti attori nigeriani come ospiti, come ad esempio i celebri Osita Iheme e Chinedu Ikedieze, e il regista Lancelot Oduwa Imasuen, che viene seguito durante le riprese del suo centocinquantasettesimo film, Bent Arrows, poi rilasciato in direct-to-video in Nigeria nel 2010.